# Campionati europei juniores di slittino 2019
I Campionati europei juniores di slittino 2019 sono stati la quarantesima edizione della rassegna continentale juniores dello slittino, manifestazione organizzata annualmente dalla Federazione Internazionale Slittino. Si sono tenuti dal 17 al 19 gennaio 2019 a Sankt Moritz, in Svizzera, sulla Olympia Bobrun St. Moritz–Celerina, il tracciato naturale sul quale si è tenuta per la prima volta un campionato europeo di categoria; sono state disputate gare in quattro differenti specialità: nel singolo donne e in quello uomini, nel doppio e nella gara a squadre.
Anche questa edizione, come ormai da prassi iniziata nella rassegna di Igls 2011, si è svolta con la modalità della "gara nella gara" contestualmente alla quarta tappa della Coppa del Mondo juniores 2018/2019, premiando gli atleti europei meglio piazzati nelle suddette quattro discipline.

## Risultati

### Singolo donne
La gara è stata disputata il 19 gennaio 2019 nell'arco di due manches e hanno preso parte alla competizione 20 atlete in rappresentanza di 11 differenti nazioni, di cui una non si è presentata alla partenza; campionessa uscente era la tedesca Cheyenne Rosenthal, che ha concluso la gara al settimo posto; il titolo è stato pertanto vinto dall'italiana Verena Hofer, al suo primo alloro continentale juniores e già bronzo nella precedente edizione, sopravanzando la lettone Elīna Ieva Vītola e la tedesca Anna Berreiter, entrambe alla loro prima medaglia europea di categoria nel singolo.
| Pos. | Atlete             | Nazione  | Tempo    | Distacco |
| ---- | ------------------ | -------- | -------- | -------- |
|      | Verena Hofer       | Italia   | 1'48"989 | –        |
|      | Elīna Ieva Vītola  | Lettonia | 1'49"334 | +0"345   |
|      | Anna Berreiter     | Germania | 1'49"560 | +0"571   |
| 4    | Tat'jana Cvetova   | Russia   | 1'50"047 | +1"058   |
| 5    | Jessica Degenhardt | Germania | 1'50"064 | +1"075   |
| 6    | Merle Fräbel       | Germania | 1'50"160 | +1"171   |
| 7    | Cheyenne Rosenthal | Germania | 1'50"290 | +1"301   |
| 8    | Nina Zöggeler      | Italia   | 1'50"331 | +1"342   |
| 9    | Anda Upīte         | Lettonia | 1'50"382 | +1"393   |
| 10   | Marion Oberhofer   | Italia   | 1'50"427 | +1"438   |

### Singolo uomini
La gara è stata disputata il 19 gennaio 2019 nell'arco di due manches e hanno preso parte alla competizione 16 atleti in rappresentanza di 9 differenti nazioni; campione uscente era il tedesco Max Langenhan, non presente in questa edizione; il titolo è stato pertanto vinto dall'altro atleta tedesco David Nößler, già bronzo nella precedente edizione, sopravanzando il connazionale Moritz Bollmann, argento anche nel 2018, e l'italiano Lukas Gufler, alla sua prima medaglia europea di categoria nel singolo.
| Pos. | Atleti               | Nazione  | Tempo    | Distacco |
| ---- | -------------------- | -------- | -------- | -------- |
|      | David Nößler         | Germania | 2'18"801 | –        |
|      | Moritz Bollmann      | Germania | 2'19"014 | +0"213   |
|      | Lukas Gufler         | Italia   | 2'19"503 | +0"702   |
| 4    | Yannick Müller       | Austria  | 2'19"671 | +0"870   |
| 5    | Bastian Schulte      | Austria  | 2'19"715 | +0"914   |
| 6    | Florian Müller       | Germania | 2'19"991 | +1"190   |
| 7    | Matvej Perestoronin  | Russia   | 2'20"268 | +1"468   |
| 8    | Eduard-Mihai Crăciun | Romania  | 2'20"558 | +1"757   |
| 9    | Leon Felderer        | Italia   | 2'20"651 | +1"850   |
| 10   | Aleksej Dmitriev     | Russia   | 2'21"285 | +2"484   |

### Doppio
La gara è stata disputata il 17 gennaio 2019 nell'arco di due manches e hanno preso parte alla competizione 22 atleti in rappresentanza di 8 differenti nazioni; campioni uscenti erano i russi Dmitrij Bučnev e Daniil Kil'seev, giunti al settimo posto in questa edizione; il titolo è stato pertanto conquistato dai tedeschi Hannes Orlamünder e Paul Gubitz, già campioni nel 2017, davanti ai connazionali Max Ewald e Jakob Jannusch e alla coppia italiana formata da Leon Felderer e Lukas Gufler, tutti alla prima medaglia continentale di categoria nel doppio e con Gufler che conquisterà due giorni dopo il bronzo anche nella gara del singolo.
| Pos. | Atleti                                   | Nazione    | Tempo    | Distacco |
| ---- | ---------------------------------------- | ---------- | -------- | -------- |
|      | Hannes Orlamünder Paul Gubitz            | Germania   | 1'48"725 | –        |
|      | Max Ewald Jakob Jannusch                 | Germania   | 1'49"457 | +0"732   |
|      | Leon Felderer Lukas Gufler               | Italia     | 1'49"556 | +0"831   |
| 4    | Tomáš Vaverčák Matej Zmij                | Slovacchia | 1'49"575 | +0"850   |
| 5    | Mārtiņš Bots Roberts Plūme               | Lettonia   | 1'50"051 | +1"326   |
| 6    | Andrej Šander Semën Mikov                | Russia     | 1'50"232 | +1"507   |
| 7    | Dmitrij Bučnev Daniil Kil'seev           | Russia     | 1'50"261 | +1"536   |
| 8    | Ihor Hoi Myroslav Levkovyč               | Ucraina    | 1'51"264 | +2"539   |
| 9    | Eduards Ševics-Mikeļševics Lūkass Krasts | Lettonia   | 1'52"099 | +3"374   |
| 10   | Juri Gatt Riccardo Schöpf                | Austria    | 1'53"432 | +4"707   |

### Gara a squadre
La gara è stata disputata il 19 gennaio 2019 su una sola manche composta da tre frazioni: quella del singolo femminile, quella del singolo maschile e quella del doppio e hanno preso parte alla competizione 30 atleti in rappresentanza di 11 differenti nazioni; campione uscente era la formazione tedesca composta da Cheyenne Rosenthal, Max Langenhan, Hendrik Seibert e Calvin Luke Meister, squadra che ha riconfermato il titolo anche in questa edizione ma schierando Anna Berreiter, David Nößler, Hannes Orlamünder e Paul Gubitz, davanti alla compagine lettone formata da Elīna Ieva Vītola, Gints Bērziņš, Mārtiņš Bots e Roberts Plūme e al team italiano costituito da Verena Hofer, Alex Gufler, Leon Felderer e Lukas Gufler.
| Pos. | Squadra             | Atleti                                                                                | Tempo    | Distacco |
| ---- | ------------------- | ------------------------------------------------------------------------------------- | -------- | -------- |
|      | Germania            | Anna Berreiter David Nößler Hannes Orlamünder / Paul Gubitz                           | 2'41"052 | –        |
|      | Lettonia            | Elīna Ieva Vītola Gints Bērziņš Mārtiņš Bots / Roberts Plūme                          | 2'42"797 | +1"745   |
|      | Italia              | Verena Hofer Alex Gufler Leon Felderer / Lukas Gufler                                 | 2'42"908 | +1"856   |
| 4    | Russia              | Tat'jana Cvetova Matvej Perestoronin Dmitrij Bučnev / Daniil Kil'seev                 | 2'42"910 | +1"858   |
| 5    | Austria             | Lisa Lerch Yannick Müller Juri Gatt / Riccardo Schöpf                                 | 2'44"331 | +3"279   |
| 6    | Slovacchia          | Andrea Pavlíková Marián Skupek Tomáš Vaverčák / Matej Zmij                            | 2'44"805 | +3"753   |
| 7    | Polonia             | Anna Bryk Kacper Tarnawski Jakub Karaś / Mateusz Karaś                                | 2'45"963 | +4"911   |
| 8    | Romania             | Cezara Curmei Eduard-Mihai Crăciun Tudor-Ștefan Handaric / Alexandru-Valentin Ailenei | 2'46"430 | +5"378   |
| 9    | Ucraina             | Olena Smaha Oleh-Roman Pylypiv Ihor Hoi / Myroslav Levkovyč                           | 2'46"953 | +5"901   |
| 10   | Rep. Ceca/ Moldavia | Michaela Maršíková Jan Čežík Ionuț Șișcanu / Marius Goncear                           | 2'47"870 | +6"818   |

## Medagliere
| Posizione | Nazione  | Oro | Argento | Bronzo | Totale |
| --------- | -------- | --- | ------- | ------ | ------ |
| 1         | Germania | 3   | 2       | 1      | 6      |
| 2         | Italia   | 1   | 0       | 3      | 4      |
| 3         | Lettonia | 0   | 2       | 0      | 2      |
| Totale    | Totale   | 4   | 4       | 4      | 12     |